# 桂南光
桂 南光（かつら なんこう）は、上方落語の名跡。当代は3代目。
他にも、嘉永6年（1853年）の番付に「立川南光」の名が見えるが、詳細不明。
- 初代桂南光 - 後の桂文左衛門。
- 2代目桂南光 - 後の桂仁左衛門。
- 3代目桂南光 - 3代目桂べかこを経て、3代目南光を襲名。